# Apanteles phalis
Apanteles phalis är en stekelart som beskrevs av Nixon 1965. Apanteles phalis ingår i släktet Apanteles och familjen bracksteklar. Inga underarter finns listade i Catalogue of Life.